# أندرويد 10
أندرويد 10 (بالإنجليزية: Android 10)‏ هو الإصدار الرئيسي العاشر والإصدار السابع عشر من أنظمة تشغيل الهاتف المحمول على نظام أندرويد. أُصدر في الثالث من سبتمبر 2019.
تم الإعلان عن أن النسخ والإصدارات المقبلة سيختلف اسمها عما كان متعارف عليه وهو تسميتها باسماء حلويات مشهورة. حيث تم إطلاق اسم أندرويد 10 على الإصدار أندرويد Q ليكون خارجًا عن النمط السابق الذي تم استخدام أسماء بعض الحلويات فيه مثل مارشميلو ولولي بوب.

## المميزات
تشمل ميزات أندرويد 10:
- تغييرات جديدة ومحسّنة في واجهة المستخدم مع سمات وأيقونات وخطوط قابلة للتغيير (في أندرويد الأصلي)
- يتيح للمستخدمين التحكم عندما تطلب التطبيقات إذن لرؤية مواقعها: ليس فقط عندما يكون التطبيق قيد التشغيل، بل طوال الوقت (عندما يكون في الخلفية).
- أذونات جديدة للوصول إلى الصور والفيديو وملفات الصوت في الخلفية.
- مسجل شاشة مدمج.
- لم يعد بإمكان تطبيقات الخلفية القفز إلى المقدمة.
- تحسين الخصوصية: الوصول المحدود إلى معرفات الجهاز غير القابلة لإعادة التعريف.
- مشاركة الاختصارات، والتي تتيح مشاركة المحتوى مع جهة اتصال مباشرة.
- لوحة الإعدادات العائمة، والتي تسمح بتغيير إعدادات النظام مباشرة من التطبيقات.
- تنسيق العمق الديناميكي للصور، والذي يسمح بتغيير ضبابية الخلفية بعد التقاط صورة.
- دعم برنامج ترميز الفيديو AV1 وتنسيق الفيديو HDR10 + وبرنامج ترميز الصوت أوبوس.
- واجهة تفاعلية ميدي، تتيح التفاعل مع وحدات التحكم في الموسيقى.
- دعم أفضل للمصادقة البيومترية في التطبيقات.[6]
- الدعم الأصلي للهواتف القابلة للطي.[7][8]
- دعم بروتوكول حماية الواي فاي (WPA3).
- دعم شبكات الجيل الخامس (بالإنجليزية: 5G)‏.

## التاريخ
في 13 مارس 2019، أصدرت جوجل النسخة التجريبية الأولى من أندرويد 10 حصريًا على هواتف بكسل الخاصة بها. امتدت النسخة التجريبية إلى الجيل الأول من أجهزة جوجل بكسل بسبب الطلب الشائع. تم التخطيط لإصدار ما مجموعه ستة إصدارات تجريبية قبل الإصدار النهائي، والمقرر حاليًا في الربع الثالث من عام 2019.
وفقًا للسياسة الأمنية لجوجل، ستدعم المزيد من الهواتف الإصدار التجريبي من أندرويد 10 هذا العام مقارنةً بأندرويد بي التجريبي.
في 7 مايو 2019، أطلقت النسخة التجريبية الثالثة (beta 3) ووسعت نطاقها لتشمل 14 جهازًا شريكًا من 11 مصنع، أي ضعف عدد الأجهزة مقارنة بالنسخة التجريبية الأولى. تمت إزالة وصول إصدار النسخة التجريبية إلى هواوي ميت 20 برو في 21 مايو 2019 بسبب عقوبات الحكومة الأمريكية، لكن تراجعت عن قرارها في 31 مايو.
أصدرت جوجل الإصدار التجريبي الخامس في 10 يوليو 2019 باستخدام حزمة التطبيقات رقم 29 بالإضافة إلى تحسينات وإصلاح الأخطاء. أصدرت جوجل النسخة التجريبية السادسة، والمرشح النهائي للتجربة، في 7 أغسطس 2019.
في 22 أغسطس 2019، تم الإعلان بأن أندرويد كيو سيُعرف رسميًا باسم أندرويد 10، مما ينهي تسمية الإصدارات بأسماء الحلويات. وذكرت جوجل أن هذه الأسماء لم تكن محبَّذة للمستخدمين حول العالم (إما بسبب عدم معرفة الحلويات للإصدارات السابقة، أو صعوبة نطقها في بعض اللغات). في نفس اليوم، تم الإبلاغ عن قيام جوجل بعمل تمثال عملاق للرقم "10" ليتم تثبيته في بهو مكتب المطورين الجديد.
تم إصدار أندرويد 10 رسميًا في 3 سبتمبر 2019 للأجهزة المدعومة من جوجل بكسل. كما تلقى هاتف ريدمي كي20 برو أيضًا تحديثات في بلدان محددة في نفس اليوم.

## روابط خارجية
- الموقع الرسمي لأندرويد 10